# Groton (condado de Middlesex, Massachusetts)
Groton é um lugar designado pelo censo localizado no condado de Middlesex no estado estadounidense de Massachusetts. No Censo de 2010 tinha uma população de 1.124 habitantes e uma densidade populacional de 259,4 pessoas por km².

## Geografia
Groton encontra-se localizado nas coordenadas 42° 36′ 42″ N, 71° 33′ 55″ O. Segundo a Departamento do Censo dos Estados Unidos, Groton tem uma superfície total de 4.33 km², da qual 4.33 km² correspondem a terra firme e (0.06%) 0 km² é água.

## Demografia
Segundo o censo de 2010, tinha 1.124 pessoas residindo em Groton. A densidade populacional era de 259,4 hab./km². Dos 1.124 habitantes, Groton estava composto pelo 95.91% brancos, o 0.98% eram afroamericanos, o 0% eram amerindios, o 0.98% eram asiáticos, o 0% eram insulares do Pacífico, o 0.36% eram de outras raças e o 1.78% pertenciam a duas ou mais raças. Do total da população o 1.07% eram hispanos ou latinos de qualquer raça.